# Darachosia rufipes
Darachosia rufipes är en stekelart som först beskrevs av Cameron 1903.  Darachosia rufipes ingår i släktet Darachosia och familjen brokparasitsteklar. Inga underarter finns listade i Catalogue of Life.